# 沙巴州旅游局
沙巴州旅游局（英語：Sabah Tourism Board）位于马来西亚沙巴州亚庇，是除艾京生钟楼以外亚庇最古老的三大建筑之一，其前身是哲斯顿邮局（Jesselton Post Office）。沙巴州旅游局是沙巴州政府的一个办事机构，受马来西亚旅游和文化部监督。

## 建筑历史
沙巴州旅游局大楼原为哲斯顿邮局大楼。它由山打根的一家印刷公司于1916年用木材建造，并于1918年3月16日启用，揭幕仪式由当时的北婆罗洲总督艾尔默·卡文迪什·皮尔森（Aylmer Cavendish Pearson）主持。
1936年，这座建筑经过翻修，供财政、审计、银行和邮政办公室使用，工程由公共工程部（Public Works Department）的执行工程师设计并监督，建筑的墙壁在这一时期改成石质。在第二次世界大战期间，这座建筑被盟军的轰炸所毁坏，在战后得到修复，成为多家机构的办公地点：邮电局、财政部、审计局、城镇委员会、驻地办事处、地区办事处和总检察长办公室。1986年，建筑重新作为邮局大楼使用；1987年，旅游、文化和环境部（Ministry of Tourism, Culture and Environment）接管了该建筑，这座建筑成为了沙巴州旅游局和旅游信息中心的总部。
2011年3月16日，沙巴州皇家测量师学会（Royal Institute of Surveyors）在大楼前的地面上安装了标志“零公里”的标记，标志着这个地方——哲斯顿邮局——是沙巴州所有地方的起点。
2018年2月23日，成为沙巴州文化遗产委员会（State Heritage Council）根据新颁布的《2017年沙巴州文化遗产法》公布的24个州文化遗产地点之一。